# Galleria Alberto Sordi
La Galleria Alberto Sordi (antiguamente Galleria Colonna) es un edificio de Roma, situado en la Piazza Colonna e inaugurado el 20 de octubre de 1922. Es una de las sedes de la Presidencia del Consejo de Ministros, y tiene en su  interior una galería comercial con más de veinte tiendas. Reinaugurada el 7 de diciembre de 2003 tras su remodelación, fue dedicada al actor romano Alberto Sordi, que había fallecido el 24 de febrero de ese mismo año.

## Historia

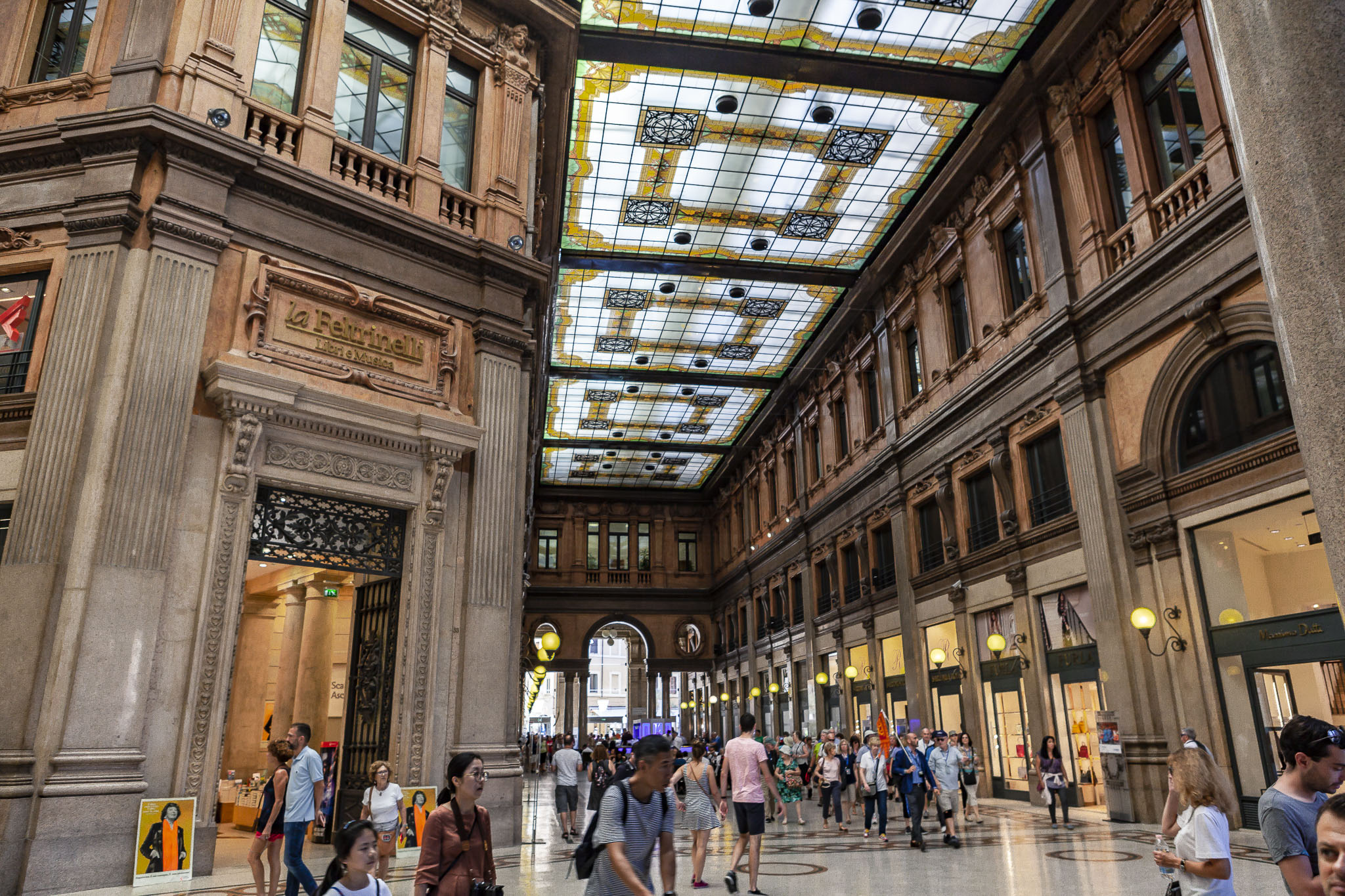
Interior de la galería.

La historia de la galería se remonta a 1872, año en el que se propuso la ampliación de la Piazza Colonna para adecuarla a las nuevas exigencias de la zona, tras la instalación de la Cámara de los Diputados en el cercano Palazzo Montecitorio.
En su lugar se encontraba en esa época el Palazzo Spada al Corso, que databa del siglo xvii y era conocido entonces como Palazzo Piombino, debido a que fue adquirido en 1819 por el duque de Piombino y era propiedad de la familia Boncompagni-Ludovisi. A su demolición, ya propuesta en 1882, se opusieron durante mucho tiempo sus propietarios y no se llegó a un acuerdo hasta 1888. Los Boncompagni reconstruyeron su propio palacio, el Palazzo Piombino Margherita, actual sede de la embajada estadounidense, en una parte de los jardines de la Villa Ludovisi.
Tras la demolición se sucedieron ideas y proyectos, al mismo tiempo que la zona se utilizaba en ocasiones para instalaciones efímeras, como un jardín con restos arqueológicos en 1904 con ocasión de la visita del presidente de Francia Émile Loubet o un pabellón provisional con un teatro y una cervecería con ocasión de la Exposición Universal de 1911.
Para la construcción de la galería se presentaron inicialmente unos setenta proyectos, ninguno de los cuales fue aprobado. En una posterior fase del concurso se eligió un proyecto elaborado por los arquitectos Penso y Minozzi. Sin embargo, la obra fue abandonada al no encontrar financiación. En 1911 el Ayuntamiento aprobó el proyecto, que fue sometido posteriormente a revisiones y modificaciones. La nueva galería se inauguró el 20 de octubre de 1922, pero no se terminó completamente hasta 1940, bajo la dirección del arquitecto Giorgio Calza Bini.
La Galleria Colonna fue comprada en 2009 por el Fondo Donatello de Sorgente Group Spa.